# 黃洛妍
黃洛妍（英語：Janees Wong Lok Yin，1997年6月26日—），香港女歌手、小提琴演奏家，是2022年香港無綫電視歌唱選秀節目《聲夢傳奇2》亞軍，現為無綫電視經理人合約藝員及星夢娛樂旗下音樂廠牌「愛爆音樂」女歌手。

## 生平

### 早年生活
黃洛妍於2006年開始學習小提琴，11歲便在港考獲聖三一學院FTCL小提琴演奏文憑，曾連續八年在香港校際音樂節的小提琴各組別奪得冠軍，並在其他比賽獲得佳績。中學三年級時赴奧地利留學及進修音樂，以15歲之齡考入薩爾斯堡莫扎特音樂大學，後修畢小提琴演奏學士學位，後再在維也納普萊納音樂學院修畢小提琴演奏學士學位。曾師從小提琴名家鄭石生及皮耶·阿莫亞。

### 2021年至2024年：進入演藝界
2021年，黃洛妍參與演出香港樂隊All for One歌曲《裂痕》MV，並負責饒舌部分。
2022年，黃洛妍參加無綫電視歌唱選秀節目《聲夢傳奇2》。在《聲夢傳奇2》中，黃洛妍獲導師JW王灝兒選中入組並加入藍隊，並先後憑演唱《留低鎖匙》，以及與趙小婷合唱《依然》取得高分晉級。黃洛妍於準決賽憑演唱泳兒的歌曲《溝渠暢泳》獲得大眾關注，並打入觀眾投票三甲，最終在總決賽獲得亞軍。
比賽後，黃洛妍與無綫電視簽約成為旗下經理人合約藝員。2022年11月1日，一眾《聲夢傳奇2》參賽者於旺角麥花臣場館舉行《聲夢傳奇2「Prom Night」》演唱會，是黃洛妍所參與之首次公開售票演唱會。
2022年12月31日，黃洛妍連同胡定欣、蕭正楠、呂方、謝東閔、陳貝兒等人出席大嶼山寶蓮禪寺除夕倒數《福佑香江同心邁向2023》活動，是黃洛妍首次參與除夕倒數活動，演奏小提琴及獻唱《奮鬥》及《I will always love you》。
2023年，1月黃洛妍擔任肥媽 Maria Cordero於紅磡體育館舉行的「肥媽面對面演唱會」表演嘉賓，是Janees首次紅磡體育館演出，獨唱順子的《回家》，並與肥媽合唱 《Enough is Enough》鬥拉咪。2月於澳門威尼斯人金光綜藝館「紅聯聲動巨星演唱會」演出，並與周柏豪小提琴、鋼琴合奏及合唱，同場包括鄭秀文、蘇永康等，是Janees首次澳門演出。4月黃洛妍獲陳淑芬邀請於紅磡體育館舉行的「繼續寵愛．二十年．音樂會」演出嘉賓，以小提琴演奏哥哥張國榮的名曲，並獻唱陳淑芬為記念哥哥自己填詞的高難度歌曲《煙花燙》。6月初，後援會為黃洛妍提早舉行生日會，延開三十多席，當天無綫電視總經理曾志偉也到場祝賀，Janees為答謝大家更苦練舞獅，給嘉賓一個很大的驚喜。及後Janees在6月26日生日當天，舉行第一次生日網上直播，唱了多首不同風格的中英文歌，充分展示她能駕馭的曲風甚為廣闊。黃洛妍也擔當無綫電視音樂節目《Music Break》的主持之一，在這段期間每星期有一晚在深夜開現場直播與樂迷一起聽歌、談天說地，更試過在當天自學二胡在Live演奏經典名曲《賽馬》，足見其音樂才華洋溢。黃洛妍7月在另一無綫電視音樂節目《J Music》演出，共五首歌上載網上，包括演繹得極為細膩的《把歌談心》、《記憶棉》、《You Give Love a Bad Name》等等。之後黃洛妍在不同慈善節目及大型慶典中演奏小提琴及演唱，當中包括如與涂毓麟合奏《梁祝協奏曲》、在「綠色地球小勇士夏日音樂會」演奏巴哈名曲等古典音樂，亦是在流行音樂演唱中加入小提琴演奏的先鋒。11月，黃洛妍參與藝術與科技融合、沉浸式音樂舞台劇「我是陳奐仁」的演出，在香港文化中心演奏超高難度的柏格尼尼古典小提琴名曲，獲得一眾好評。12月又參與多個演出，在馬場、紅磡體育館、伊利莎伯體育館、西九文化區等多個大型場地演奏小提琴及獻唱。12月底參與「梅艷芳20周年紀念音樂會」，更再次參與大嶼山寶蓮禪寺「福佑香江同心邁向2024」的除夕倒數。黃洛妍後援會也在12月舉行成立一週年暨聖誕聯歡會。
2024年，1月黃洛妍應邀為香港電台「2000靚歌再重聚」作嘉賓，在3小時的現場直播節目一口氣唱了18首中英文經典名曲，獲節目主持兼資深音樂人區瑞強盛讚歌路廣闊、唱功了得。及後在1月及2月，黃洛妍衝出香港分別到廣州參與大灣區音樂表演，以及遠赴美國拉斯維加斯參與賀歲演出，期間亦參與無綫電視極受歡迎的選秀節目「中年好聲音2」的助力賽，與安雅希合唱《我不難過》，獲得全場最高分並幫助安雅希獲當晚 MVP，Janees獲評審大讚唱功了得。隨後又再次上無綫電視音樂節目「J Music」演出3首歌曲，包括同行前輩尹光的《Dear Myself》。Janees在3至6月期間加入劇組首次參與電視劇演出，拍攝無綫電視劇集「麻雀樂團」，現身說法飾演從外國回流香港的小提琴演奏家 Hailey，劇集有待播出。後援會6月為她舉行生日會，Janees邀請聲夢好朋友冼靖峰、趙小婷，和妹妹黃天如等，一同為粉絲演出17首歌曲，更特別學習鋼琴自彈自唱《You Raise Me Up》，答謝粉絲的支持。7月再獲陳淑芬邀請，在澳門倫敦人綜藝館舉行的「星星相識 • 齊盡興演唱會」獻唱《煙花燙》，懷免及致敬哥哥張國榮。8月，黃洛妍參與好友劉威煌的「REUnite」 演唱會，一連兩晚在麥花臣場館，以小提琴與鋼琴家古池合奏多首曲目及與劉威煌合唱。9月，參與本港樂團 The Fusicianz在香港大會堂的中、西樂融合音樂會演出，Janees負責小提琴演奏，與眾多中樂（如二胡、笙、古箏）與西樂（如 keyboard、bass）演奏家，演奏樂團的原創音樂。此外，9月Janees又獲樂壇天后葉蒨文Sally點名，參與無綫電視「2024年香港小姐總決賽」的壓軸表演，與 Sally及幾位新一代歌手載歌載舞。在9月至10月期間，Janees參與多個75周年國慶活動的文藝晚會演出，演繹多首中國風的名曲包括《中國夢》、《東方之珠》、《瀟灑走一回》；擅長唱英文歌的Janees，唱中國風的歌曲又完全演繹出東方的獨有韻味。黃洛妍於11月1日在香港舉行首次個人 mini concert 「One Thousand and One Nights :  Meet with Janees」，門票在未正式公開發售已售罄。Janees演唱了多首不同曲風的粵語、英文及國語歌曲，又以小提琴演奏古典及流行歌曲，盡顯她深厚的音樂造詣，和廣闊的音樂風格 ; 她更在席間為她的粉絲《妍究生》，率先獻唱即將推出的首支個人單曲《我們都是藝術品》 ; 觀眾在 encore 之後仍不肯讓 Janees 離開，結果最後在沒有預備的情況下，Janees邀請台下觀眾即席上台為她以鋼琴伴奏，唱出她最愛的歌手 Whitney Houston 的名曲 《I Will Always Love You》 作結。Janees在12月初到內地為「全球中華小姐2024頒獎禮」作壓軸表演，接著又遠赴馬來西亞為「唱爆舞台」比賽的記者會作表演嘉賓，再度與鋼琴家古池合奏，更首度唱出將會推出的第二首個人單曲《槍與玫瑰》。期間 Janees為「香港國際機場三跑道系統啟用禮」作開幕表演嘉賓，與本港兩位年青大提琴及中提琴演奏家，演奏 Vivaldi 名曲 《Summer》，又獲邀為澳門最大的户外表演場地作「預熱音樂會」的表演嘉賓，演奏小提琴並與歌手林智樂合唱《完全因妳》。12月31日，Janees連續第3年參與大嶼山寶蓮禪寺除夕倒數活動「福佑香江同心邁向2025」。黃洛妍在2024年，首次為無綫電視劇集「命轉皇后」主唱劇集主題曲《我的天下》，隨後又與譚輝志合唱另一套劇集主題曲《射鵰英雄傳之鐵血單心》，以及主唱該劇的插曲《四張機》。後援會在年底為慶祝成立兩週年，與 Janees 一起參與沙畫工作坊製作沙畫藝術品。

### 2025年至今：發展
踏入2025年，黃洛妍在5月推出了首支正式的個人派台單曲《我們都是藝術品》，透過造型師朋友邀潘宇謙作曲，並找來了監製陳考威、編曲人黃兆銘及填詞人T-Rexx為其製作歌曲，獲得提名該年度樂壇新人獎項的資格，歌曲隨即在香港及內地不同流行榜上榜。同年7月她亦在香港旺角麥花臣場館，舉行首個正式的個人演唱會《2025.7…..遇妍》。
2025年的其他音樂演出方面，2024年底黃洛妍獲無綫電視推薦參與內地湖南衛視的音樂節目《聲生不息·大灣區季》，她在節目中與衛蘭及薛凱琪合唱《獻世》，並一如以往進行小提琴獨奏表演，2025年初播出後受到注意。她又先後於1月及5月應邀參與香港電台現場廣播節目《2000靚歌再重聚》的演出。1月底，她在西九文化區Free Space的Big Box，參與 「Musical Moments in Movies」 演出，與另外三位男高音、女高音歌唱家，首次在台上作百老匯式的音樂演出，演唱了多首音樂劇及電影名曲。3月她獲邀作「IFPI（香港）暨香港音像版權有限公司 2025週年晚宴」的表演嘉賓。隨後再次參與選秀節目《中年好聲音3》助力賽，與參賽者劉洋合唱。

## 比賽歷程

### 《聲夢傳奇2》
- 第3集起分數取決於25位評判給予的燈數，即滿分為25分。

| 集數 | 播出日期      | 演唱歌曲                                                           | 合唱者                                         | 備註                                                                    |
| ---- | ------------- | ------------------------------------------------------------------ | ---------------------------------------------- | ----------------------------------------------------------------------- |
| 1    | 2022年6月11日 | 《Greatest Love of All》／Whitney Houston                          | 不適用                                         | 成為「學員人氣榜－第一回合」第五名                                      |
| 2    | 2022年6月18日 | 《原來你甚麼都不要》／張惠妹                                       | 劉詠彤、李茵彤、孫衣文                         | 獲導師JW王灝兒選中入組                                                  |
| 5    | 2022年7月9日  | 《留低鎖匙》／許茹芸                                               | 不適用                                         | 以22盞綠燈晉級                                                          |
| 8    | 2022年8月6日  | 《Lady Marmalade》／LaBelle                                        | 不適用                                         | 以藍隊隊員名義參賽，以9:16落敗隊際賽並晉級                              |
| 9    | 2022年8月13日 | 《浮誇》／陳奕迅                                                   | 趙小婷、趙頌宜、劉詠彤                         | 以藍隊隊員名義參與演唱會模式開場環節小提琴及主唱部分，以10:15落敗隊際賽 |
| 9    | 2022年8月13日 | 《情深說話未曾講》／黎明                                           | 不適用                                         | 以藍隊隊員名義參與演唱會模式年度之歌環節，以9:16落敗隊際賽              |
| 10   | 2022年8月27日 | 《A Million Dreams》／Ziv Zaifman、Hugh Jackman、Michelle Williams | 趙小婷、陳昊廷、趙頌宜、劉詠彤、侯雋熙、蕭呈謙 | 以藍隊隊員名義參與演唱會模式encore環節，以17:8勝出隊際賽並晉級          |
| 10   | 2022年8月27日 | 《青春頌》／許廷鏗                                                 | 趙小婷、陳昊廷、趙頌宜、劉詠彤、侯雋熙、蕭呈謙 | 以藍隊隊員名義參與演唱會模式encore環節，以17:8勝出隊際賽並晉級          |
| 11   | 2022年9月3日  | 《依然》／林憶蓮                                                   | 趙小婷                                         | 以藍隊隊員名義參賽，以21:4勝出隊際賽                                    |
| 12   | 2022年9月10日 | 《閉目入神》／鄭中基                                               | 陳奐仁                                         | 以藍隊隊員名義參賽，以18:7勝出隊際賽並晉級                              |
| 14   | 2022年9月24日 | 《溝渠暢泳》／泳兒                                                 | 不適用                                         | 以23:2勝出並晉身五強                                                    |
| 15   | 2022年10月2日 | 《聽海》／張惠妹                                                   | 不適用                                         | 評判得分20分，加入觀眾投票後進入第二回合（最後兩強）                    |
| 15   | 2022年10月2日 | 《Bad Boy》／張惠妹                                                | 不適用                                         | 以15分成為比賽亞軍                                                      |
| 16   | 2022年11月5日 | 《愛是永恆》／張學友                                               | 蔣沁忻                                         |                                                                         |
| 16   | 2022年11月5日 | 《大會堂演奏廳》／李克勤                                           | 趙小婷                                         | 演奏小提琴，並與趙小婷合唱                                              |

## 音樂作品

### 單曲
| 推出日期 | 曲目               | 作曲                                             | 填詞                                               | 編曲                                             | 監製   | 備註                                                                                  |
| 2022年   |                    |                                                  |                                                    |                                                  |        |                                                                                       |
| 6月18日  | 我超越我           | 張馳豪                                           | 張馳豪、林君蓮、何晉樂、冼靖峰、楊熙 Rap詞：張馳豪 | 戴偉                                             | 劉易昇 | 《聲夢傳奇2》主題曲 與《聲夢傳奇2》全體學員合唱                                       |
| 9月24日  | Hat Trick          | Michael James Down／Will Taylor／Primoz Poglajen | 林寶                                               | Michael James Down／Will Taylor／Primoz Poglajen | 周錫漢 | 與《聲夢傳奇》第一、二季學員合唱                                                      |
| 12月17日 | Stars of Joy       | 侯雋熙                                           | 彭家賢                                             | 劉易昇                                           | 劉易昇 | 與全體《聲夢傳奇2》學員合唱                                                           |
| 2023年   |                    |                                                  |                                                    |                                                  |        |                                                                                       |
| 3月      | 活出信念           | 香港消防處                                       | 香港消防處                                         | 張家誠                                           | 張家誠 | 與群星合唱                                                                            |
| 2024年   |                    |                                                  |                                                    |                                                  |        |                                                                                       |
| 3月25日  | 《我的天下》       | TY Terrence                                      | 楊熙                                               | 劉易昇／TY Terrence                              |        | 無綫電視外購劇集《命轉皇后》香港版主題曲                                              |
| 6月9日   | 《無界》           | 張家誠                                           | 張家誠／張美賢                                     | 張家誠                                           | 張家誠 | 群星合唱 TVB 2024巴黎奧運主題曲                                                       |
| 8月      | 《鐵血丹心》       | 顧嘉煇                                           | 鄧偉雄                                             | Donald Pak                                       | 劉易昇 | 翻唱羅文、甄妮歌曲，與譚輝智合唱 無綫電視外購劇集《射鵰英雄傳之鐵血丹心》香港版主題曲 |
| 8月      | 《四張機》         | 顧嘉煇                                           | 金庸                                               | Donald Pak                                       | 劉易昇 | 翻唱甄妮歌曲 無綫電視外購劇集《射鵰英雄傳之鐵血丹心》香港版插曲                       |
| 2025年   |                    |                                                  |                                                    |                                                  |        |                                                                                       |
| 5月13日  | 《我們都是藝術品》 | AP潘宇謙                                         | T-Rexx                                             | Seatravel                                        | 陳考威 | 出道歌曲                                                                              |
| 7月28日  | 《轉角》           | 鄺靜欣/巴哈                                      | 楊熙                                               | 劉易昇                                           | 劉易昇 | 無綫電視劇集《麻雀樂團》主題曲                                                        |
| 7月28日  | 《有效日期》       | 鄺靜欣 / 楊熙                                    | 鄺靜欣 / 楊熙                                      |                                                  |        | 無綫電視劇集《麻雀樂團》片尾曲                                                        |

### 派台歌曲成績
| 派台歌曲成績（五台） | 派台歌曲成績（五台） | 派台歌曲成績（五台） | 派台歌曲成績（五台） | 派台歌曲成績（五台） | 派台歌曲成績（五台） | 派台歌曲成績（五台） | 派台歌曲成績（五台）                                   |
| -------------------- | -------------------- | -------------------- | -------------------- | -------------------- | -------------------- | -------------------- | ------------------------------------------------------ |
| 唱片                 | 歌曲                 | 903                  | RTHK                 | 997                  | TVB                  | ViuTV                | 備註                                                   |
| 2022年               |                      |                      |                      |                      |                      |                      |                                                        |
|                      | Hat Trick            | -                    | -                    | -                    | 1                    | ×                    | 首支冠軍歌 連同《聲夢傳奇》及《聲夢傳奇2》全體學員合唱 |
| 2024年               |                      |                      |                      |                      |                      |                      |                                                        |
|                      | 我的天下             | ×                    | ×                    | ×                    | -                    | ×                    | 無綫外購劇《命轉皇后》香港版主題曲                     |
|                      | 無界                 | -                    | -                    | -                    | -                    | ×                    | 與TVB群星合唱 TVB 2024巴黎奧運主題曲                   |
| 2025年               |                      |                      |                      |                      |                      |                      |                                                        |
|                      | 我們都是藝術品       | -                    | 3                    | 7                    | 1                    | ×                    | 首支個人派台單曲                                       |

| 各台冠軍歌總數 | 各台冠軍歌總數 | 各台冠軍歌總數 | 各台冠軍歌總數 | 各台冠軍歌總數 | 各台冠軍歌總數    |
| -------------- | -------------- | -------------- | -------------- | -------------- | ----------------- |
| 903            | RTHK           | 997            | TVB            | ViuTV          | 備註              |
| 0              | 0              | 0              | 2              | 0              | 五台冠軍歌總數：0 |

- （*）仍在榜上
- （-）未能上榜
- （×）沒有派往該台

### 演奏作品
- 張馳豪《傻瓜...不要緊》小提琴伴奏[26]

## 演出作品

### 主持節目（無綫電視）
| 首播   | 節目名      | 備註           |
| 2023年 | Music Break | 主持（星期四） |

### 劇集（無綫電視）
| 首播   | 劇集名   | 角色                         |
| 2024年 | 異空感應 | 鋼琴家、小提琴手（客串演出） |
| 2025年 | 麻雀樂團 | 楊穎兒（Hailey）             |

### 綜藝節目（無綫電視）
| 首播   | 節目名                | 備註             |
| 2022年 | 聲夢傳奇2             | 藍隊參賽者、亞軍 |
| 2023年 | 明愛暖萬心            |                  |
| 2023年 | 大笪地唱不停          |                  |
| 2023年 | 善心滿載仁愛堂        |                  |
| 2023年 | 歡樂滿東華2023        |                  |
| 2023年 | 福佑香江 同心邁向2024 |                  |
| 2024年 | 博愛歡樂傳萬家        |                  |

### 音樂錄像
| 首播   | 歌曲名稱 | 歌手        | 備註     |
| 2021年 | 《裂痕》 | All for One | 負責饒舌 |

### 商場、戶外活動及演出
| 公開活動 | 公開活動 | 公開活動                          | 公開活動       | 公開活動                                             |
| 年份     | 日期     | 活動名稱                          | 地點           | 內容                                                 |
| -------- | -------- | --------------------------------- | -------------- | ---------------------------------------------------- |
| 2022年   | 12月24日 | 《Dreaming Xmas》甜心盛會聖誕活動 | 上水廣場       | 演唱《Bang Bang》及《給自己的情書》                  |
| 2022年   | 12月31日 | 《Joy to the town》除夕音樂派對   | 將軍澳海天晉匯 | 演唱《Bang Bang》及《多得他》                        |
| 2022年   | 12月31日 | 除夕倒數《福佑香江同心邁向2023》  | 大嶼山寶蓮禪寺 | 演奏小提琴及獻唱《奮鬥》及《I will always love you》 |

## 演唱會

### 個人音樂會
| 日期          | 音樂會名稱       | 場數 | 場地              | 主辦單位 | 備註       |
| 2024年11月1日 | Meet with JANEES | 1    | 銅鑼灣Meta Stages |          | 迷你音樂會 |
| 2025年7月13日 | 2025.7…..遇妍    | 1    | 麥花臣場館        |          |            |

### 非個人音樂會
| 日期          | 演唱會名稱                    | 場數 | 場地           | 主辦單位                  | 備註                    |
| 2022年11月1日 | 聲夢傳奇2「PROM NIGHT」演唱會 | 2    | 旺角麥花臣場館 | TVB Music Group、愛爆音樂 | 《聲夢傳奇2》畢業演唱會 |
| 2023年2月18日 | 紅聯星動巨星演唱會            | 1    | 澳門金光綜藝館 | 澳門威尼斯人              |                         |

### 演唱會及大型音樂會嘉賓
| 日期              | 演唱會名稱                     | 場數 | 場地                          | 備註                                 |
| 2023年1月27至28日 | 肥媽面對面演唱會               | 2    | 紅磡香港體育館                |                                      |
| 2023年4月1日      | 《繼續寵愛．二十年．音樂會》   | 1    | 紅磡香港體育館                | 紀念已故歌手張國榮離世20周年的音樂會 |
| 2023年8月26日     | 綠色地球小勇士夏日音樂會       | 1    | 香港理工大學 賽馬會音樂廳     |                                      |
| 2023年11月3-5日   | 如果我是陳奐仁                 | 3    | 香港文化中心劇場              |                                      |
| 2023年12月30日    | 梅艷芳 二十周年音樂會          | 1    | 香港理工大學 賽馬會音樂廳     |                                      |
| 2024年7月27日     | 星星相識 • 齊盡興演唱會        | 1    | 澳門倫敦人綜藝館              |                                      |
| 2024年8月10-11日  | 劉威煌 Reunite 演唱會          | 2    | 旺角麥花臣場館                |                                      |
| 2024年9月3日      | The Fusicianz 2024 Concert     | 1    | 香港大會堂                    |                                      |
| 2024年12月28日    | 澳門户外表演場地「預熱音樂會」 | 1    | 澳門户外表演場地              |                                      |
| 2025年1月24日     | Musical Moments in Movies      | 1    | 西九文化區 Free Space Big Box |                                      |

## 獎項及提名
| 年份   | 頒獎單位  | 獎項   | 作品   | 結果 |
| 2022年 | 聲夢傳奇2 | 不適用 | 不適用 | 亞軍 |

## 外部連結
- 黃洛妍的Instagram帳戶